# Спас Кожухаров
Спас Иванов Кожухаров е български шахматист, международен майстор. Сътезава се за ШК Локомотив 2000.

## Турнирни резултати
- 2002 –  Първомай (1 м. със 7/8 т.)
- 2002 –  Тетевен (2 м.) [2]
- 2003 –  Пловдив (2 – 3 м. с Веселин Драгиев на „Мемориал Георги Трингов“)[3]
- 2005 –  Разград (3 м. на „Купа Абритус“)[4]
- 2006 –  София (1 – 6 м. на „Откритото първенство на София“)[5]
- 2006 –  Балчик (1 м. на Оупън „Бяла шахматна планета“)[6]
- 2006 –  Тетевен (3 – 4 м. на открития турнир с Веселин Георгиев)[7]
- 2006 –  Стара Загора (1 м. на „Самарско знаме“)[8]
- 2006 –  Видин (2 м. на „Мемориал Найден Войнов“ зад Григор Григоров)[9]
- 2007 –  Асеновград (2 м. на „Мемориал Христо Млечев“ с равен брой точки с победителя Светлин Стоянов)[10]
- 2007 –  Тетевен (3 м. със събрани 7,5 т.)[11]
- 2007 –  Фуеснан (2 м. зад Валентин Йотов)[12]
- 2008 –  Гюнгам (1 м. на ММ-турнира с резултат 7,5/9 т.)[13]